# گانتس، اشتایرمارک
گانتس (به آلمانی: Ganz) یک منطقهٔ مسکونی در اتریش است که در بروک مورتسوچلاگ واقع شده‌است. گانتس ۸۲۰ متر بالاتر از سطح دریا واقع شده‌است.